# Saint-Paul (Belgique)
Pour les articles homonymes, voir Saint-Paul.
Saint-Paul (Sint-Pauwels en néerlandais) est une section de la commune belge de Saint-Gilles-Waes située en Région flamande dans la province de Flandre-Orientale. C'était une commune à part entière avant la fusion des communes de 1977.

## Démographie

### Évolution démographique
- Sources : INS, Rem. : 1831 jusqu'en 1970 = recensements, 1976 = nombre d'habitants au 31 décembre[2].

## Histoire
En 1117, Saint-Paul s'appelait Clapdorp et était un hameau de Kemzeke. En 1234, elle devint une paroisse distincte, dédiée à Saint Paul. Les pères récollets expulsés de Hulst en 1646 s'installèrent quelque temps à Saint-Paul. Le quartier de Patershoek en porte le nom. En 1689, ils s'installèrent définitivement à Saint-Nicolas.
Le village s'est développé autour de l'endroit où se trouve l'ancienne pompe municipale du XVIIIe siècle.

## Personnalités
- Raymond-Pierre-Joseph-Marie de Waepenaert, ancien bourgmestre.